# Гури
«Гу́ри» — крупная ГЭС в Венесуэле в штате Боливар на реке Карони в 100 км до впадения в Ориноко.
Официальное название — гидроэлектростанция имени Симона Боливара (в 1978—2000 годах — имени Рауля Леони).
На январь 2016 года четвёртая станция в мире по мощности после китайской «Санься» («Три ущелья»), бразильско-парагвайской «Итайпу», и китайской «Силоду».

## Общие сведения
Сооружение ГЭС началось в 1963 году, первая очередь завершена в 1978, вторая в 1986 году.
Состав сооружений ГЭС:
- плотина общей длиной 1300 м и 162 м высотой;
- два машинных зала с 10 гидрагрегатами в каждом;
- бетонный водосброс максимальной пропускной способностью 25 500 м³/с.

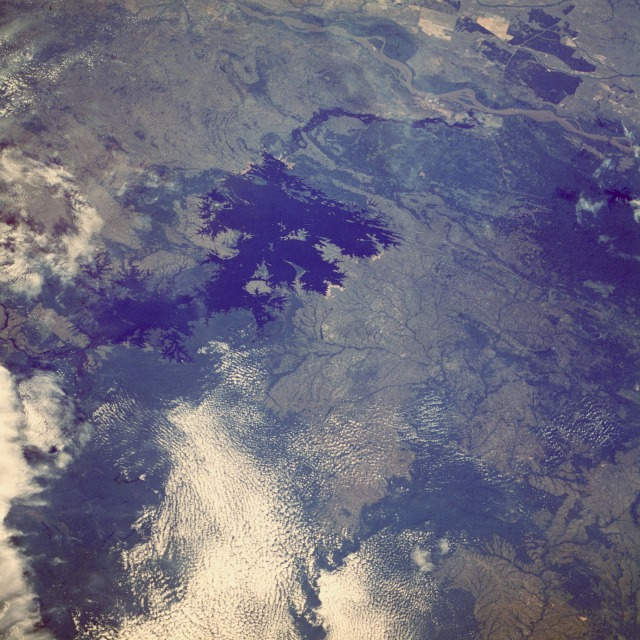
Спутниковый снимок водохранилища

Мощность станции — 10 235 МВт. В первом машинном зале установлено 10 агрегатов мощностью по 400 МВт, во втором — 10 агрегатов мощностью по 630 МВт. Средняя годовая выработка — 47 млрд кВт·ч. Напорные сооружения ГЭС (полная длина достигает 7000 м) образуют крупное водохранилище Гури протяжённостью 175 км, шириной 48 км, площадью до 4250 км² и полным объёмом 138 км³. Урез водохранилища находится на высоте 272 м над уровнем моря.
С 2000 года ведётся реконструкция: до 2007 года заменены 5 турбин и основные компоненты второго машинного зала, с 2007 года ведётся замена четырёх агрегатов в первом зале.
Стены второго машинного зала украшены венесуэльским художником Карлос Круз-Диез.

## Экономическое значение
Гури покрывает на 65 % потребность Венесуэлы в электроэнергии. Вместе с другими крупными гидроэлектростанциями (Каруачи и Макагуа) позволяет стране производить до 82 % электроэнергии и половины всей потребляемой энергии в возобновляемом виде (при относительно низкой энергообеспеченности хозяйства страны). Часть электроэнергии экспортируется в соседние Колумбию и Бразилию.

## Нештатные ситуации
- В феврале 2013 года сильный пожар недалеко от гидроэлектростанции оставил на короткое время без электричества большую часть страны. Возгорание повредило сразу три высоковольтных линии электропередачи, которые поставляли электричество в различные штаты страны[1].
- По данным Официальных властей БРВ 7 марта 2019 года на ГЭС произошла диверсия , в результате которой были обесточены 23 из 24 штатов Венесуэлы.